# Asesinato de David Amess

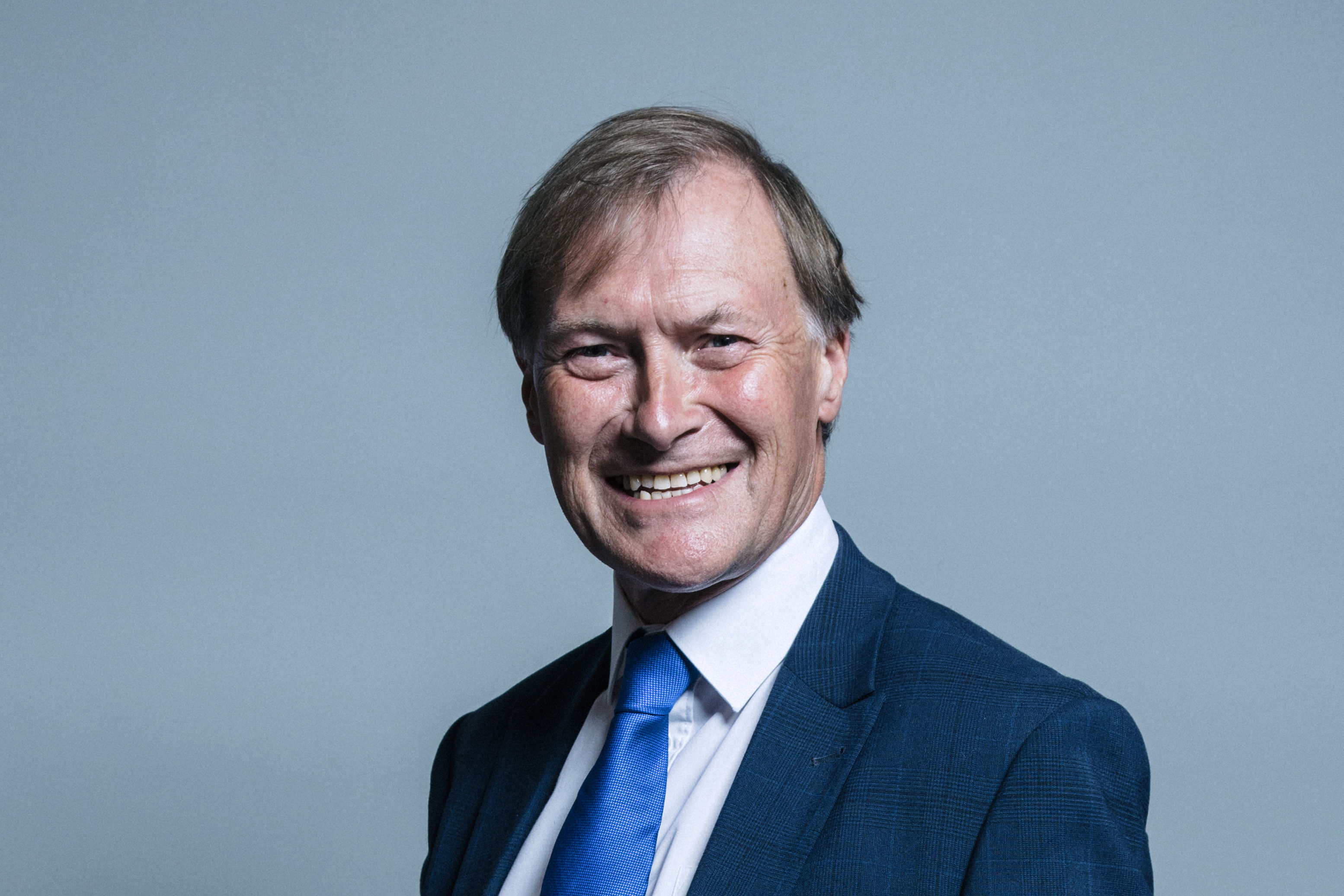
Sir David Amess

David Amess, un político británico, miembro de la Cámara de los Comunes fue asesinado a puñaladas por un hombre desconocido.

## Prehistoria
David Amess de 69 años fue un político conservador británico, entre 1983 y 1997 fue el miembro de la Cámara de los Comunes por Basildon y desde 1997 hasta su muerte miembro fue el miembro de la Cámara de los Comunes por Southend West.
Amess era un firme defensor del Brexit. 

## Asesinato
El 15 de octubre de 2021, David Amess estaba en una reunión electoral en la iglesia metodista de Belfair en Leigh-on-Sea cuando fue apuñalado varias veces por un hombre desconocido que la policía informó que tiene origen somalí. Amess fue atendido en el lugar, pero murió.
La Policía británica declara el asesinato de David Amess como un acto terrorista. Ali Harbi Hali de 25 años, el asesino es hijo de Harbi Ali Kullane, un antiguo asesor del Gobierno somalí.
Después de un proceso ente el tribunal del Old Bailey en Londres, el 11 de abril de 2022 Ali Harbi Ali fue declarado culpable de asesinato y actos de terrorismo. El jurado deliberó durante solamente 18 minutos para encontrar a Ali unánimemente culpable. El juez dijo: "No debe haber sido fácil escuchar la evidencia que ha escuchado".